# X-Ray Dog
X-Ray Dog é um estúdio musical americano que fica localizado em Burbank, Califórnia.
Eles compõem músicas e trilhas sonoras para trailers e filmes de Hollywood. X-Ray Dog não só compõem, como também tocam músicas de estilo "bombastic music" "epic music", e "orchestral music", com vocais de estilo lírico e canto gregoriano em algumas de suas músicas.
O grupo musical tem participação em um grande número de trilhas sonoras para filmes, dentre eles Sonic the Hedgehog (2006), Sonic Unleashed, Sonic Colors, Super Smash Bros., Doctor Who, Alarm für Cobra 11 – Die Autobahnpolizei, The Watcher, Harry Potter (Filmes), Piratas do Caribe (Filmes), Saga Crepúsculo, As Crónicas de Nárnia, Alice no País das Maravilhas, Homem de Ferro, O Senhor dos Anéis: A Sociedade do Anel, Transformers, Hellboy, Prince of Persia, X-Men, Robin Hood, entre outros.